# الجوبه العليا (ملحان)

تعديل مصدري - تعديل

الجوبه العليا هي إحدى قرى عزلة المعازبة بمديرية ملحان التابعة لمحافظة المحويت، بلغ تعداد سكانها 427 نسمة حسب تعداد اليمن لعام 2004.